# Kabinett Bērziņš
Das Kabinett Bērziņš war die neunte Regierung Lettlands nach der Unabhängigkeit 1990. Es amtierte vom 5. Mai 2000 bis zum 7. November 2002.

## Kabinettsmitglieder
| Ressort | Name                                     | Partei | Partei  | Amtszeit                              |
| --- | ---------------------------------------- | ------ | ------- | ------------------------------------- |
| Ministerpräsident | Andris Bērziņš                           |        | LC      | 5. Mai 2000 – 7. November 2002        |
| Verteidigungsminister | Ģirts Valdis Kristovskis                 |        | TB/LNNK | 5. Mai 2000 – 7. November 2002        |
| Außenminister | Indulis Bērziņš                          |        | LC      | 5. Mai 2000 – 7. November 2002        |
| Wirtschaftsminister | Aigars Kalvītis                          |        | TP      | 5. Mai 2000 – 7. November 2002        |
| Finanzminister | Gundars Bērziņš                          |        | TB/LNNK | 5. Mai 2000 – 7. November 2002        |
| Innenminister | Mareks Segliņš                           |        | TP      | 5. Mai 2000 – 30. September 2002      |
| Innenminister | Ģirts Valdis Kristovskis (kommissarisch) |        | TB/LNNK | 30. September 2002 – 7. November 2002 |
| Minister für Bildung und Wissenschaft                                                                                       | Kārlis Greiškalns                        |        | TP      | 5. Mai 2000 – 7. November 2002        |
| Kulturministerin | Karina Pētersone                         |        | LC      | 5. Mai 2000 – 7. November 2002        |
| Sozialminister | Andrejs Požarnovs                        |        | TB/LNNK | 5. Mai 2000 – 2. Mai 2002             |
| Sozialminister | Vladimirs Makarovs (kommissarisch)       |        | TB/LNNK | 2. Mai 2002 – 22. Mai 2002            |
| Sozialminister | Viktors Jaksons                          |        | TB/LNNK | 22. Mai 2002 – 7. November 2002       |
| Verkehrsminister | Anatolijs Gorbunovs                      |        | LC      | 5. Mai 2000 – 7. November 2002        |
| Justizministerin | Ingrīda Labucka                          |        | JP      | 5. Mai 2000 – 7. November 2002        |
| Landwirtschaftsminister | Atis Slakteris                           |        | TP      | 5. Mai 2000 – 7. November 2002        |
| Minister für Umweltschutz und regionale Entwicklung                                                                         | Vladimirs Makarovs                       |        | TB/LNNK | 5. Mai 2000 – 7. November 2002        |
| Minister für besondere Angelegenheiten für Zusammenarbeit und die internationalen Finanzorganisationen im Finanzministerium | Roberts Zīle                             |        | TB/LNNK | 5. Mai 2000 – 7. November 2002        |
| Staatsminister für besondere Angelegenheiten für die Staatsreform                                                           | Jānis Krūmiņš                            |        | JP      | 5. Mai 2000 – 7. November 2002        |

## Parteien
|  | Partei                               |
|  | ------------------------------------ |
|  | Neue Partei (JP)                     |
|  | Lettlands Weg (LC)                   |
|  | Für Vaterland und Freiheit (TB/LNNK) |
|  | Volkspartei (TP)                     |